# Victoria Dubourg
Pour les articles homonymes, voir Dubourg.
Victoria Dubourg, ou Victoria Fantin-Latour de son nom d'épouse, née à Paris le 2 décembre 1840 et morte à Buré (Orne) le 30 septembre 1926, est une peintre française. Elle a posé aussi, notamment à plusieurs reprises pour Henri Fantin-Latour qu'elle épouse finalement.

## Biographie
Victoria Dubourg naît le 2 décembre 1840 et ses parents la reconnaissent lors de leur mariage en 1843. Sa famille maternelle est originaire de l'Orne. Sa mère Françoise Bienvenu naît à Sées où résidait ses parents. Son père Philippe Bienvenu vit ensuite à Buré et lui lègue la maison sise au lieu-dit La Croix à sa mort le 28 mars 1878. Fantin-Latour représente la famille Dubourg endeuillée après la disparition du vieil homme. 
Victoria Dubourg est la sœur de Charlotte Dubourg (1850-1921). 
La famille vit quelques années à Francfort où Victor Dubourg se forme à la médecine après avoir enseigné les lettres. 
De retour à Paris, Victoria Dubourg est formée par une femme peintre, Fanny Chéron (1830-1917), originaire de Mortagne-au-Perche, qui ouvre un atelier pour jeunes filles. 
Mélomane et pianiste, Victoria Dubourg étudie aussi la peinture et copie les maîtres (Willem Kalf, entre autres) au musée du Louvre. Elle y rencontre Henri Fantin-Latour, qui réalise un premier portrait en 1873. Ils se marient en 1876. Elle collabore aux peintures florales de son mari, mais produit aussi un œuvre personnel qu'elle signe « V Dubourg ». Elle fait partie du cercle de Manet, Berthe Morisot et Degas. Ils vivent au 19, rue de l'Université à Paris dans l'immeuble où avait résidé Marie et Félix Bracquemond. 
Fantin-Latour réalise son portrait à trois reprises. En 1873 elle apparaît les yeux baissés, absorbée par sa lecture. Quelques mois après leur mariage, le 16 novembre 1876, un nouveau portrait lui donne l’aspect d’une femme mûre — elle a alors 36 ans. Un ultime portrait d'elle en 1883, la représente à nouveau un livre entre les mains, avec à l’annulaire gauche, bien en évidence, son alliance.
Après la mort de Fantin-Latour en 1904, elle organise une importante rétrospective et consacre plusieurs années à l’élaboration d’un catalogue raisonné au détriment de son propre travail.
Victoria Dubourg expose au Salon à Paris à partir de 1869, puis au Salon des artistes français et à la Royal Academy de Londres dont elle est membre comme son mari. À Paris, elle obtient une mention honorable en 1894 et une médaille en 1895. Elle est nommée chevalier de la Légion d’honneur en 1920.
En 1921, elle lègue au musée de Grenoble le corpus photographique de son mari natif de la ville.

Victoria Dubourg et son entourage
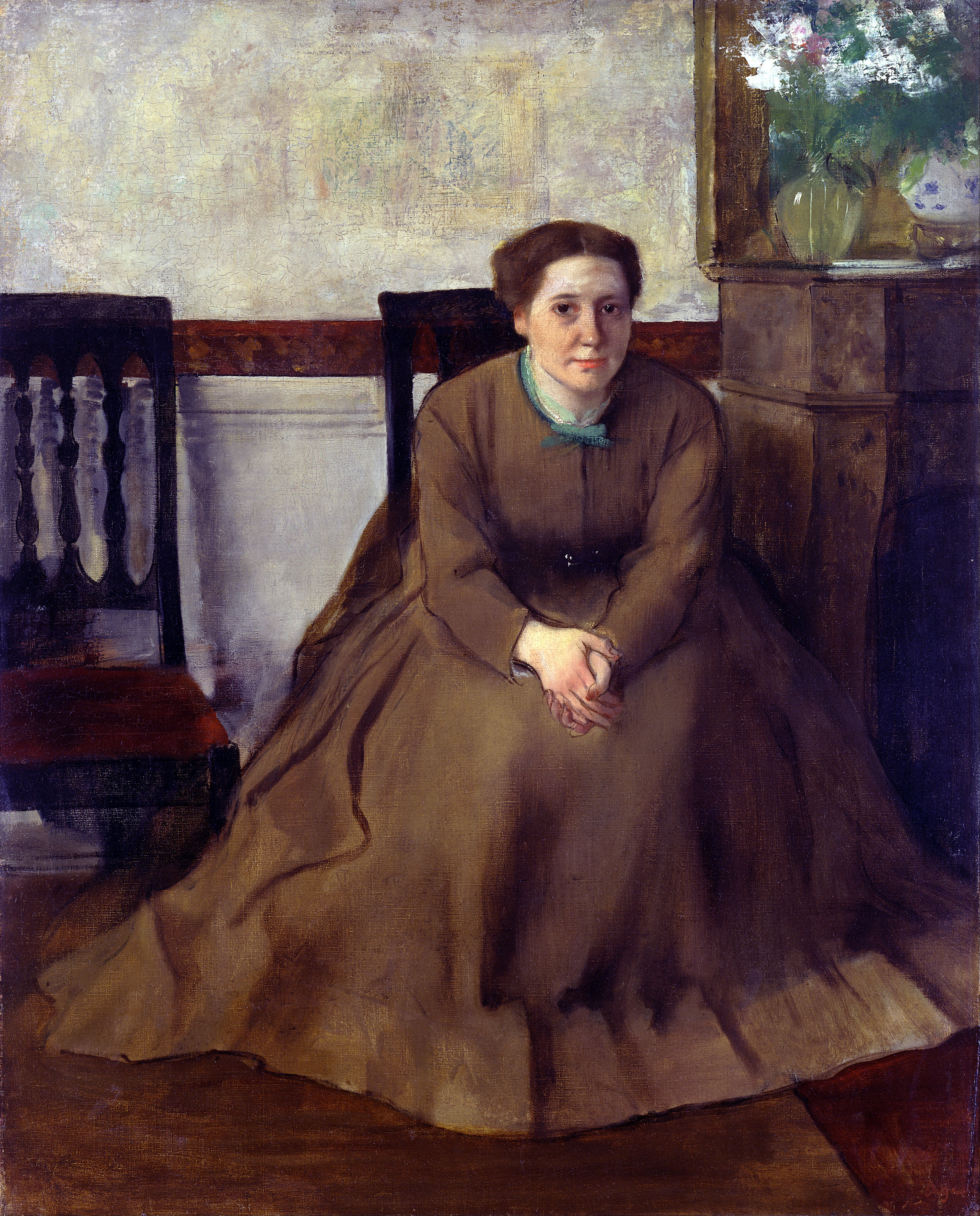
Edgar Degas, Portrait de Victoria Dubourg (1868-1869), musée d'art de Toledo.
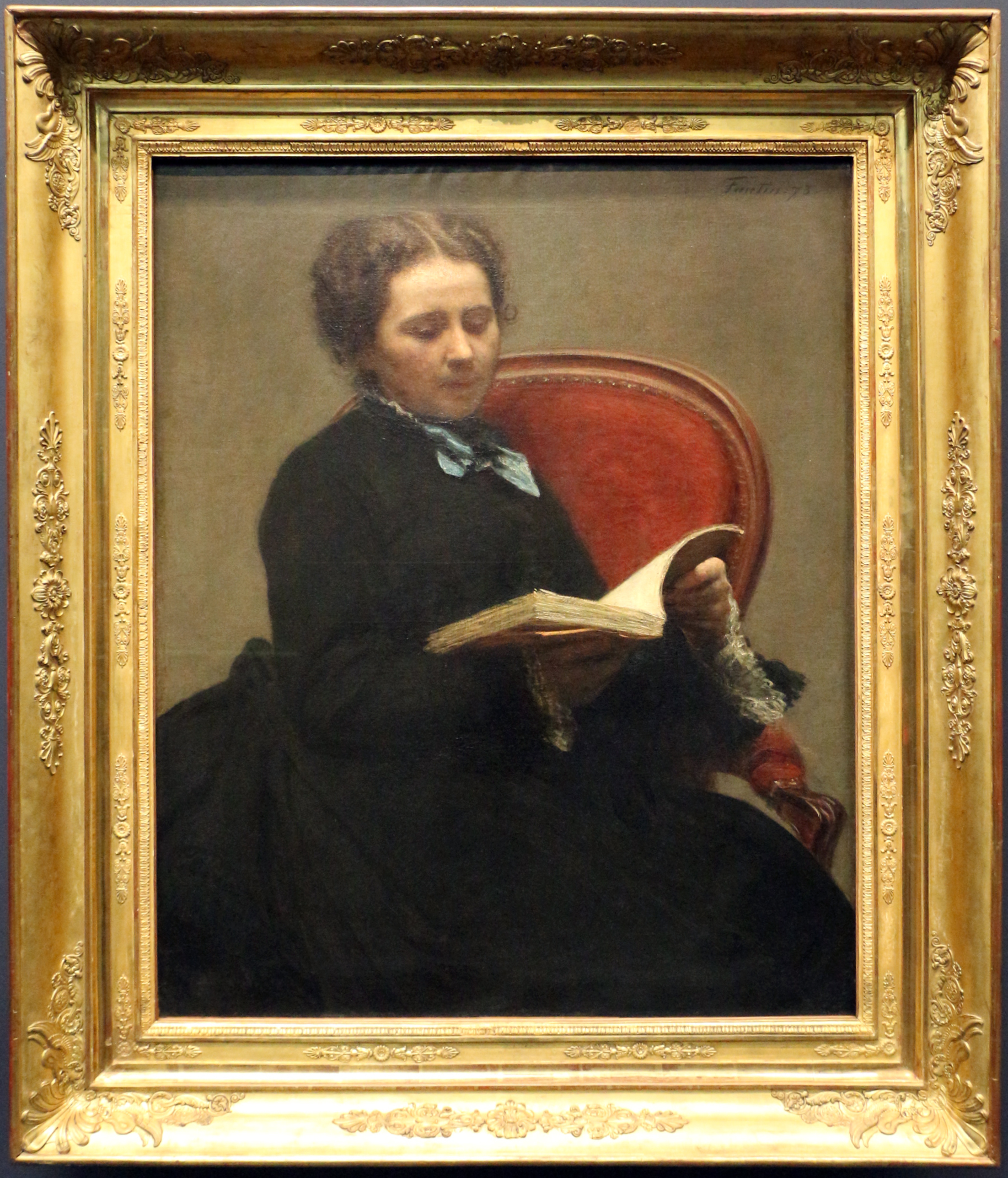
Henri Fantin-Latour, Victoria Dubourg (1873), Paris, musée d'Orsay.
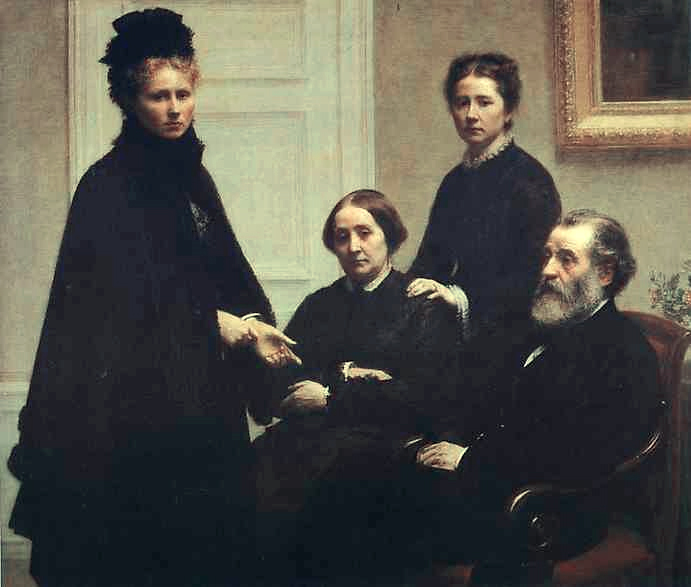
Henri Fantin-Latour, La Famille Dubourg (1878), Paris, musée d'Orsay.
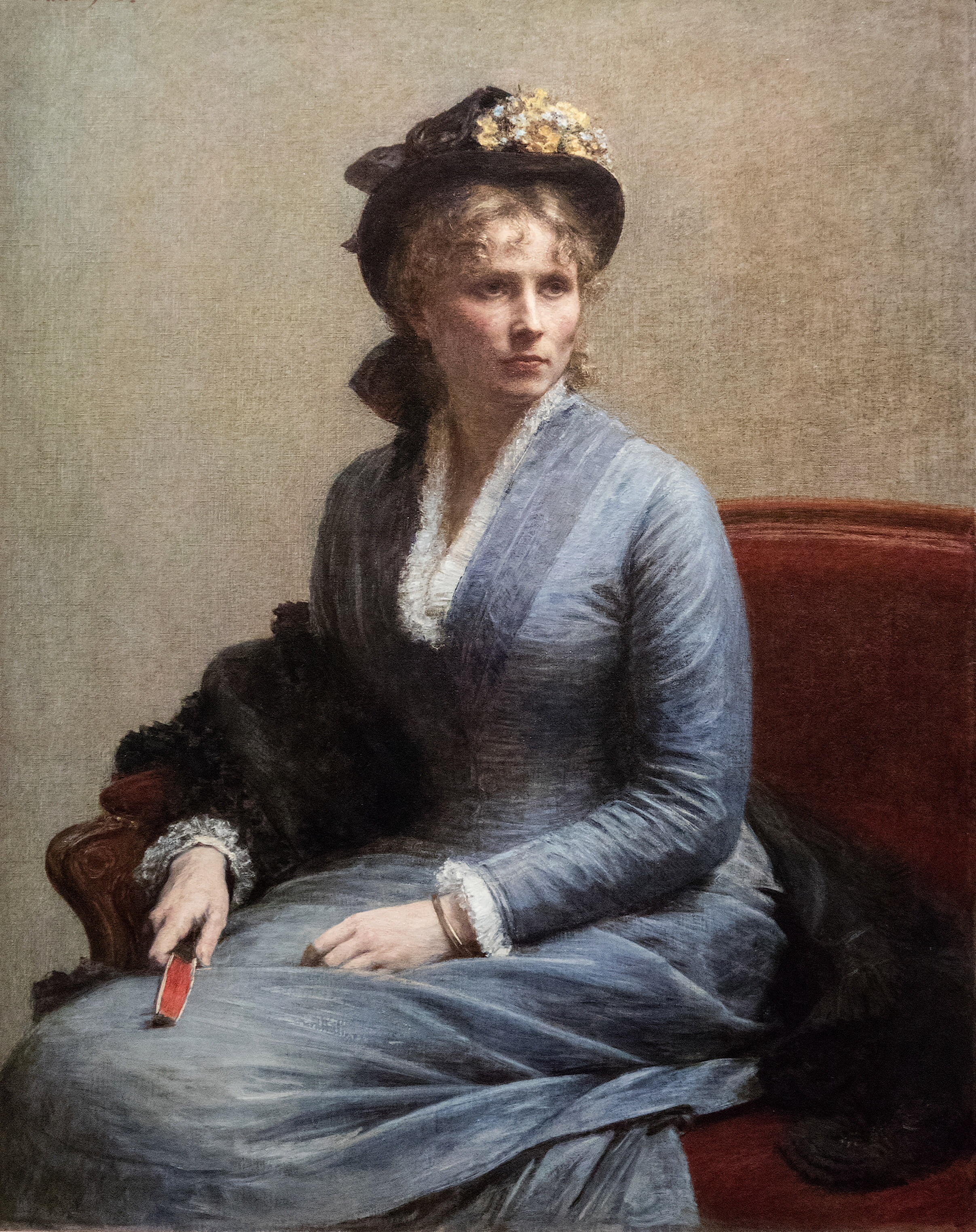
Henri Fantin-Latour, Charlotte Dubourg (1882), Paris, musée d'Orsay.

Œuvres de Victoria Dubourg
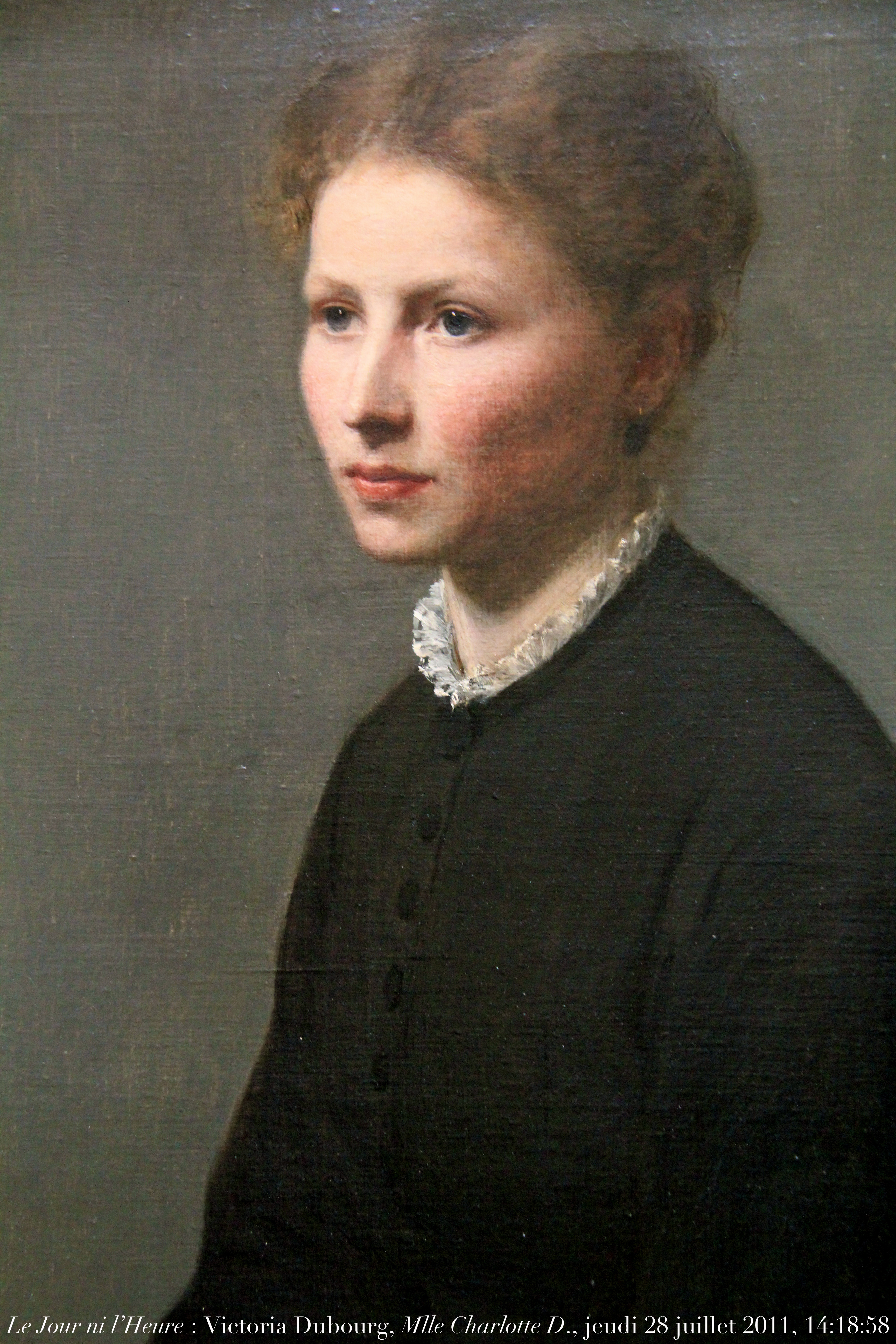
Portrait de Mlle Charlotte Dubourg (1870), musée de Grenoble.
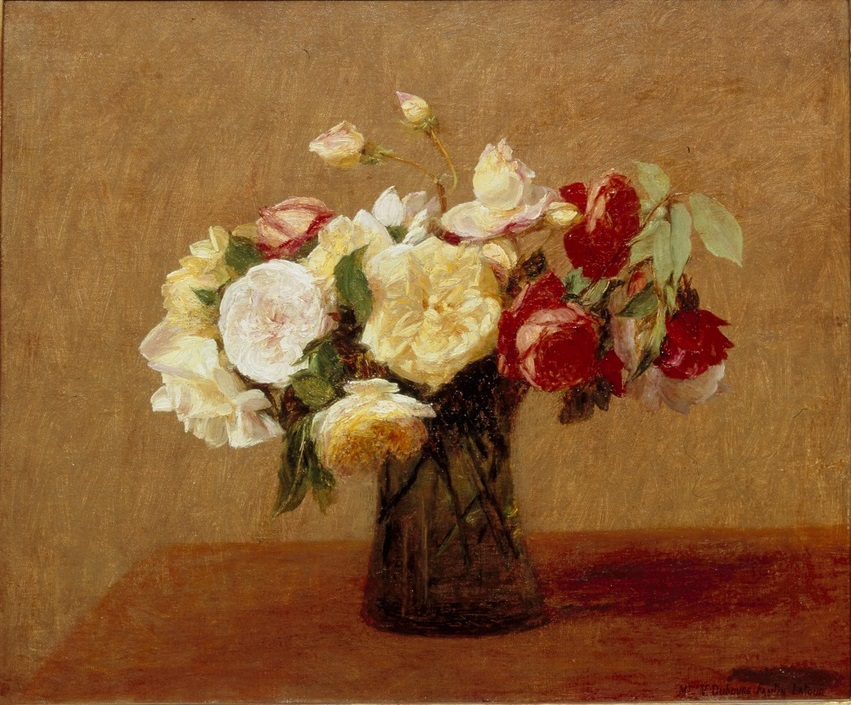
Vase de fleurs (1876), Utrecht, Centraal Museum.
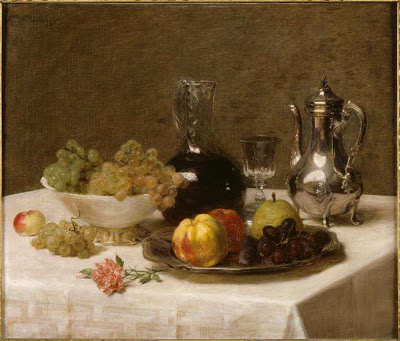
Nature morte (1884), musée de Grenoble.
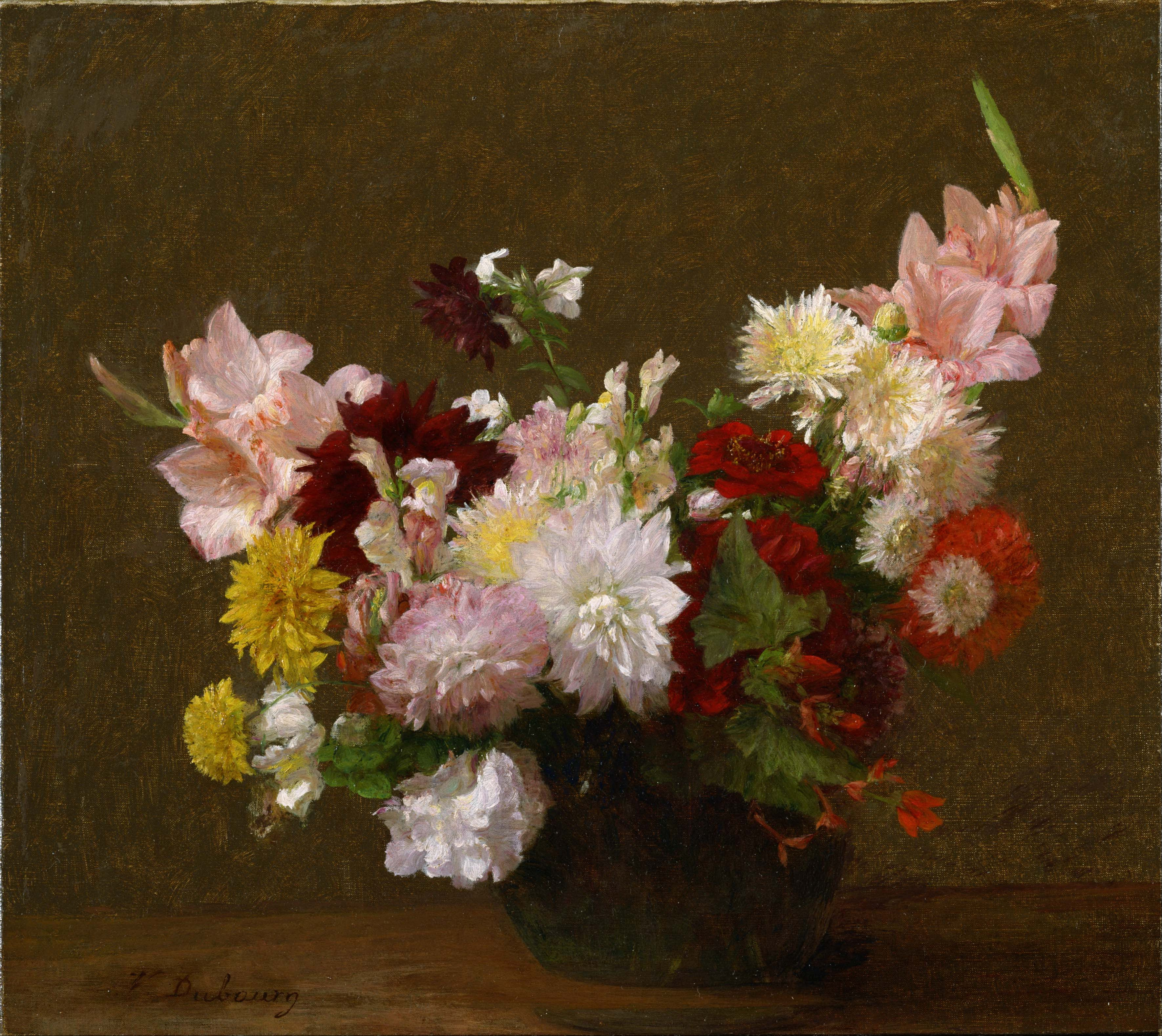
Fleurs, Tokyo, musée national de l'Art occidental.